# كوتا موراماتسو
كوتا موراماتسو (باليابانية: 村松 航太) (مواليد 22 أغسطس 1997) هو لاعب كرة قدم ياباني.

## وصلات خارجية
- كوتا موراماتسو على موقع رابطة كرة القدم اليابانية للمحترفين (اليابانية)
- كوتا موراماتسو على موقع قاعدة بيانات كرة القدم.إي يو (الإنجليزية)
- كوتا موراماتسو على موقع Soccerway.com (الإنجليزية)
- كوتا موراماتسو على موقع عالم كرة القدم.نت (الإنجليزية)